# Campeones de la vida
Campeones de la vida fue una telenovela argentina de Pol-ka Producciones emitida entre 1999 y 2001 por Canal 13. Protagonizada por Soledad Silveyra y Osvaldo Laport. Coprotagonizada por Germán Kraus, María Valenzuela, Virginia Innocenti, Mariano Martínez, Laura Azcurra y Catalina Speroni. Antagonizada por Julieta Díaz y Duilio Orso en la primera temporada y por Federico D'Elía y Celina Font en la segunda. También, contó con las actuaciones especiales de Osvaldo Santoro y los primeros actores Juan Carlos Calabró, Betiana Blum, Cecilia Maresca, Aldo Barbero y Juan José Camero. En su primer capítulo alcanzó un promedio de 25.5 puntos de índice de audiencia.

## Trama
La trama gira alrededor de dos familias relacionadas por el boxeo. Los D’Alessandro son dos hermanos con ocupaciones dispares: mientras que Ciro (Juan Carlos Calabró) trabaja como empleado en un frigorífico, su hermano Tito (Osvaldo Santoro) intenta motivar a su sobrino Valentín (Mariano Martínez) para dedicarse al boxeo, deporte del cual es promotor. Valentín tendría una relación romántica con Camila (Laura Azcurra), la hija del jefe de su padre.
Otro boxeador que participa de la trama es Guido Guevara (Osvaldo Laport), que intenta recuperar su prestigio en el mundo del boxeo y mantiene una relación amorosa primeramente con Betty (María Valenzuela) y luego con Clara (Soledad Silveyra), una docente de escuela primaria, cuyo hijo Federico (Facundo Espinosa) tiene problemas de adicciones.

## Reparto

### Elenco estable
| Actor                   | Personaje                       | Temporada 1    | Temporada 2    |
| ----------------------- | ------------------------------- | -------------- | -------------- |
| Soledad Silveyra        | Clara "Clarita" Ulloa           | Protagonista   | Protagonista   |
| Osvaldo Laport          | Guido Guevara                   | Protagonista   | Protagonista   |
| Germán Kraus            | Eugenio Conti                   | Protagonista   |                |
| Mariano Martínez        | Valentín D'Alessandro           | Protagonista   | Protagonista   |
| Laura Azcurra           | Camila Grande                   | Protagonista   | Protagonista   |
| María Valenzuela        | Betiana "Betty" Quirurzo        | Protagonista   |                |
| Virginia Innocenti      | Azucena Gaitán                  |                | Protagonista   |
| Juan José Camero        | León Velasco                    |                | Protagonista   |
| Juan Carlos Calabró (†) | Ciro D'Alessandro               | Protagonista   | Protagonista   |
| Osvaldo Santoro         | Salvador "Tito" D'Alessandro    | Coprotagonista | Coprotagonista |
| Betiana Blum            | Clelia de D'Alessandro          | Coprotagonista | Coprotagonista |
| Catalina Speroni (†)    | Luisa Quirurzo                  | Coprotagonista | Coprotagonista |
| Diego Peretti           | Sandro Ulloa                    | Coprotagonista | Coprotagonista |
| Fabián Mazzei           | Mario "Matador" Garmendia       | Coprotagonista | Coprotagonista |
| Pablo Cedrón (†)        | "Chavero"                       | Coprotagonista | Coprotagonista |
| José Luis Mazza         | Pedro Grande                    | Coprotagonista | Coprotagonista |
| Carlos Belloso          | Osvaldo "Vasquito" Ardosain     | Coprotagonista | Coprotagonista |
| Andrea Campbell         | Mónica                          | Coprotagonista |                |
| Luciano Castro          | Danilo D'Alessandro             | Coprotagonista | Coprotagonista |
| Julieta Díaz            | Carla D'Alessandro              | Antagonista    | Coprotagonista |
| Federico D'Elía         | Bruno "Ray Gun Baxter" Guevara  |                | Antagonista    |
| Celina Font             | Griselda Peñalva                |                | Antagonista    |
| Rodrigo De la Serna     | Gregorio "Goyo" Zabala          | Recurrente     |                |
| Héctor Anglada (†)      | Arnaldo "Capilla"               | Recurrente     | Recurrente     |
| Facundo Espinosa        | Federico Ulloa                  | Recurrente     | Recurrente     |
| Cecilia Maresca         | Éthel Moreno                    |                | Recurrente     |
| Aldo Barbero (†)        | Don Atilio                      |                | Recurrente     |
| Roxana Randón           | Ana María                       | Recurrente     |                |
| Mónica Gazpio           | Mirta                           | Recurrente     | Recurrente     |
| Duilio Orso             | Walter Rocamora                 | Antagonista    | Recurrente     |
| Jessica Becker          | Yolanda "Yoli" Villegas         | Recurrente     | Recurrente     |
| Erica Rivas             | Eríka González                  | Recurrente     |                |
| Mariana Richaudeau      | Natalia "Nati"                  | Recurrente     |                |
| Martín Piroyansky       | Ernesto "Ernestito" Conti       | Recurrente     |                |
| Malena Luchetti         | Catalina Garmendia              | Recurrente     | Recurrente     |
| Edgardo Moreira         | Hugo                            |                | Recurrente     |
| Eugenia Guerty          | Anahí Elizabeth Galvan "Chicho" |                | Recurrente     |

### Participaciones
| Actor                | Personaje                |
| -------------------- | ------------------------ |
| Roly Serrano         | Venancio                 |
| Belén Caccia         | La Fan                   |
| Guillermo Pfening    | Facundo Toledo           |
| Patricia Castell (†) | Dalia                    |
| Ana María Giunta (†) | Griselda                 |
| María Carámbula      | Maite                    |
| Raúl Taibo           | Hernán Romero            |
| Silvia Kutika        | Victoria                 |
| Daniel Kuzniecka     | Ignacio Rivera           |
| Adrián Suar          | Polo Ribolzi             |
| Nicolás Repetto      | Rolo Ribolzi             |
| Lucas Akoskin        | Conserje                 |
| Leticia Vota         | Teresa                   |
| Ernesto Claudio      | Aroldi                   |
| Iliana Calabró       | Graciela                 |
| Norberto Gonzalo     | Dr. Morales              |
| Alicia Píriz         | Belén                    |
| Erica Manuale        | Fini                     |
| Tony Vilas (†)       | Tony                     |
| Alejandra Radano     | Milena                   |
| Maite Zumelzú        | Bibiana                  |
| Stella Baez          | Guillermina              |
| Sandra Smith         | Zulma                    |
| Luis Aranda (†)      | Anselmo                  |
| Marta Bianchi        | Maeli                    |
| César Bordón         | Pipa                     |
| Gisella Rietti       | Inés                     |
| Daniel Chocarro      | Toto Maneri              |
| Silvina Segundo      | Matilde                  |
| Gabo Correa          | Empleado del frigorífico |
| Morena Druchas       | Pía                      |
| Nacho Gadano         | Chingolo                 |
| Esteban Massari      | Oscar Ferrero Córsega    |
| Juan Vitali          | Juan Manuel Casado Arce  |
| Mónica Gonzaga       | Constanza Lezama Pietri  |
| Osqui Guzmán         | Oscar                    |
| Beatriz Dellacasa    | Sibila Montes Arrieta    |
| Augusto Larreta (†)  | Rodrigo Zabala           |
| Darwin Sánchez (†)   | Norberto                 |
| Guillermo Marcos     | Peralta                  |
| Nilda Raggi          | Beba                     |
| Fausto Collado       | Varela                   |
| Karina Rappa         | Virginia                 |
| Claudio Rissi        | Mike Fernández Llosa     |
| Ana María Ambasz (†) | Mercedes Arrieta         |
| Patricia Ulanosky    | Ana                      |
| Cira Caggiano        | Rosa                     |
| Héctor Nogués (†)    | Millán                   |
| Coni Marino          | Florencia                |
| Atilio Pozzobón (†)  | Mecánico                 |
| Fabián Arenillas     | Detective                |
| Javier Lombardo      | Inspector                |
| Gerardo Chendo       | Periodista               |
| Susana Di Gerónimo   | amiga de Clelia          |
| Santiago Doria       | Adolfo "Dolfi" Cañete    |
| Camila Bertone       | Cristina                 |
| Héctor Da Rosa       | Johny Rodríguez          |
| Lito Regúnaga (†)    |                          |
| Luis Sabatini        | Barman                   |
| Mariana Brey         |                          |
| Jorgelina Aruzzi     | Mucama                   |
| Fabio Aste           | Alejandro                |
| María José Demare    | Águeda                   |
| Arturo Goetz         | Dr. Alves                |
| Mariela Castro       |                          |
| Mariela Fernández    | Susana María             |
| Daniel Freire        | Inspector                |
| Márgara Alonso (†)   |                          |
| Salvador Bivachi     |                          |
| Daniel García        |                          |
| Luis Gianneo         |                          |
| Pablo Ini            |                          |
| Gabriel Kraisman (†) | Bujía                    |
| Claudia Lapacó       | Olga                     |
| María Lepret         | Mabel                    |
| Darío Levy           | Ramón                    |
| Laura Liste          | Liliana                  |
| Leandro López        | Juan                     |
| Juan Maio            | Árbitro de box           |
| Anahí Martella       |                          |
| David Masajnik       | Alejandro Tibiletti      |
| Viviana Sáez         | Ágatha                   |
| Guido Massri         | Julito Gaitán            |
| Ariel Ianeo          | Coqui                    |
| Nicolás Mele         |                          |
| Marcelo Méndez       |                          |
| Rubén Molina         |                          |
| Juan Nobleza         |                          |
| Gianni Fiore         |                          |
| Julieta Novarro      | Cecilia                  |
| Salo Pasik (†)       | Hermes Pullicastro       |
| Diego Pérez Morales  |                          |
| Jorge Prado          | Aníbal                   |
| Alejandra Quevedo    |                          |
| Oscar Rodríguez      | padre de Guevara         |
| Carlos Roffé (†)     | Octavio                  |
| María Rojí           |                          |
| Claudia Rucci        |                          |
| Héctor Sinder        |                          |
| Laura Sordi          |                          |
| Isabel Spagnuolo     | Gladys Vallejo           |
| Adrián Spinelli      |                          |
| Luciano Cazaux       |                          |
| Daniel Gallardo      |                          |
| Sergio Baldini       |                          |
| Víctor Hugo Carrizo  |                          |
| Josefina Vitón       | Laura                    |
| Cristina Tejedor     | Malvina                  |
| Pía Uribelarrea      | Cora                     |
| Mario Salvatti       | Pulga                    |
| Claudia Gallegos     | Rita                     |
| Jorge Nolasco (†)    | Raúl                     |
| Jesús Berenguer      | Asturias                 |
| Alejandra Aristegui  | Silvia                   |
| Guido D'Albo         | Álvarez                  |
| Marcos Woinski       | Mr. Weaving              |
| Martín Ricci         | Chufa                    |
| Ricardo Puente       | Cayetano                 |
| Luciano Cazaux       | Julio                    |
| Marcelo Cosentino    | Alejandro Aguirre        |
| Karina Laskarin      | Verónica                 |
| Antonio Ugo (†)      | Pepo                     |
| José Andrada         | Petrucci                 |
| Luis Ziembrowski     | Pensionista              |

### Presentadores de box
- Luis Machín
- Eduardo Cutuli
- Jorge Noya
- Ricardo Matheos

### Cameos
- Fierita
- Osvaldo Príncipi
- Julio Ernesto Vila

## Premios
| Año  | Premio        | Categoría                            | Receptor/a           | Resultado |
| ---- | ------------- | ------------------------------------ | -------------------- | --------- |
| 1999 | Martín Fierro | Mejor Comedia                        | Campeones de la vida | Ganador   |
| 1999 | Martín Fierro | Mejor actor protagonista de comedia  | Osvaldo Laport       | Ganador   |
| 1999 | Martín Fierro | Mejor actriz protagonista de comedia | María Valenzuela     | Ganadora  |
| 1999 | Martín Fierro | Mejor actriz protagonista de comedia | Soledad Silveyra     | Nominada  |
| 1999 | Martín Fierro | Actor Revelación                     | Carlos Belloso       | Ganador   |
| 1999 | Martín Fierro | Mejor actuación infantil             | Malena Luchetti      | Nominada  |
| 1999 | Martín Fierro | Tema musical original                | Alejandro Lerner     | Ganador   |
| 2000 | Martín Fierro | Mejor Comedia                        | Campeones de la vida | Nominada  |
| 2000 | Martín Fierro | Mejor actriz protagonista de comedia | Soledad Silveyra     | Nominada  |
| 2000 | Martín Fierro | Mejor actor protagonista de comedia  | Juan Carlos Calabró  | Nominado  |
| 2000 | Martín Fierro | Mejor actriz protagonista de comedia | Virginia Innocenti   | Ganadora  |
| 2000 | Martín Fierro | Mejor actriz de reparto              | Betiana Blum         | Ganadora  |
| 2000 | Martín Fierro | Mejor actuación infantil             | Malena Luchetti      | Ganadora  |
| 2001 | Martín Fierro | Mejor actor protagonista de comedia  | Osvaldo Laport       | Nominado  |

## Versiones
- La productora mexicana TV Azteca hizo una adaptación en 2006 de la telenovela, también titulada "Campeones de la vida", producida por Gustavo Barrios y protagonizada por Luis Ernesto Franco, Ana Serradilla, Martha Mariana Castro y la participación especial de Gabriel Porras.

## Sucesión de tiras diarias dePol-ka Producciones
| Predecesor: Gasoleros | Campeones de la vida 1999/2001 | Sucesor: El sodero de mi vida |